# Perach (Bawaria)
Perach – miejscowość i gmina w Niemczech, w kraju związkowym Bawaria, w rejencji Górna Bawaria, w regionie Südostoberbayern, w powiecie Altötting, wchodzi w skład wspólnoty administracyjnej Reischach. Leży około 8 km na północny wschód od Altötting, nad rzeką Inn, przy linii kolejowej Monachium – Wels.

## Polityka
Wójtem gminy jest Georg Eder, rada gminy składa się z 12 osób.
|      | CSU/FWählerschaft | Peracher UL/SPD | FW | Razem |
| 2008 | 5                 | 3               | 4  | 12    |
| 2002 | 6                 | 3               | 3  | 12    |